# Italia all'Eurovision Young Dancers
L'Italia ha partecipato all'Eurovision Young Dancers sin dalla prima edizione, nel 1985, che ha anche ospitato. Ha partecipato quattro volte prima di ritirarsi nel 1991. La Rai ha curato tutte le partecipazioni. 

## Partecipazioni
| Anno                                    | Ballerino         | Finale          | Semifinale        |
| --------------------------------------- | ----------------- | --------------- | ----------------- |
| 1985                                    | Sabrina Vitangeli | -               | Niente semifinali |
| 1987                                    | Giulia Menicucci  | -               | Niente semifinali |
| 1989                                    | Danilo Mazzota    | non qualificata | -                 |
| 1991                                    | Alen Bottaini     | non qualificata | -                 |
| Nessuna partecipazione dal 1993 al 2017 |                   |                 |                   |

## Città ospitanti
| Anno | Città         | Luogo             | Presentatori                  |
| ---- | ------------- | ----------------- | ----------------------------- |
| 1985 | Reggio Emilia | Teatro Municipale | Carla Fracci e Gheorghe Iancu |